# Burgos
Burgos je općina i grad u sjevernoj Španjolskoj. Grad je administrativno središte istoimene provincije Burgos, koja je dio autonomne zajednice Kastilja i León. Općina je 2017. godine imala 175.623 stanovnika, nastanjenih na ukupnoj površini od 107,06 km², što je čini 36. španjolskom općinom po broju stanovnika i drugom najvećom u autonomnoj zajednici Kastilja i León.
Na uzdignutim područjima gradske utvrde i brežuljka San Miguel s kojih se pruža pogled na čitav grad i dolinu rijeke Arlanzón, pronađeni su arheološki dokazi o naseljenosti ovog područja u razdoblju neolitika, bakrenog doba, brončanog doba, te ranog željeznog doba. Osnutkom grada u njegovom današnjem obliku smatra se 884. godina, a njegovim osnivačem grof Diego Rodríguez Porcelos. Do 930. godine, grad je postao prijestolnicom grofovije Kastilja koja je najprije postojala kao grofovija u vazalskom odnosu s Kraljevinom León, da bi zatim postala neovisna kraljevina. Do vladavine Katoličkih kraljeva Izabele I. Kastilijske i Ferdinanda II. Aragonskog u 15. stoljeću, Burgos je bio prijestolnica Kraljevine Kastilje i, s prekidima, prijestolnica čitave Kastiljske Krune.
Burgos posjeduje značajan zeleni pojas, te brojne znamenitosti, među kojima se ističu Katedrala Djevice Marije – spomenik gotičke arhitekture sa statusom UNESCO-ove Svjetske kulturne baštine koji je 2014. godine proširen na čitavu gradsku povijesnu jezgru, zatim samostan Santa María la Real de Las Huelgas, te kartuzijanski samostan Miraflores. Uz to, grad se nalazi na Putu Svetog Jakova koji i sam nosi status svjetske kulturne baštine, kao i samo 15 km udaljenosti od prapovijesnog arheološkog lokaliteta Atapuerca, također pod zaštitom UNESCO-a od 2000. godine. Najvažniji fosili pronađeni na ovom lokalitetu izloženi su u Muzeju evolucije čovjeka, otvorenom 13. srpnja 2010. godine u Burgosu.
Tijekom 20. stoljeća, grad je doživio snažan industrijski razvoj, ponajprije u sektorima automobilske i prehrambene industrije, potaknut stvaranjem razvojne zone za vrijeme vladavine Francisca Franca, te iskorištavanjem povoljnog zemljopisnog položaja koji je omogućio da Burgos postane važan komunikacijski čvor sjevera Španjolske, kako u nacionalnom, tako i u međunarodnom kontekstu.
Od 2011. godine općinom upravlja gradonačelnik Javier Lacalle iz Pučke stranke. Viši Sud Pravde Kastilje i Leóna, te Jezični institut Kastilje i Leóna imaju svoje sjedište u Burgosu.
Burgos je domaćin različitim međunarodnim događajima, kao što je kongres društvnih mreža iRedes, te događajima nacionalnog karaktera kao što su ForoBurgos – višednevni forum posvećen gospodarstvu i poduzetništvu, te Modna revija Kastilje i Leóna. Burgos je također bio španjolska prijestolnica gastronomije za 2013. godinu.
Posljednjih godina, grad je uložio u različite razvojne projekte, kao što je dovršetak urbanističkog uređenja bulevara Ferrocarril koji prateći re-urbaniziranu trasu starih željezničkih koridora prolazi velikim dijelom grada u smjeru istok-zapad, te sa svojom duljinom od 12 km predstavlja jedna od najdužih avenija u Europi.

## Etimologija
Postoje različite teorije o porijeklu imena grada. Zastupnici prve teorije smatraju kako potječe od vulgarnog latinskog burgus, koje pak dolazi od grčkog Πύργος pyrgos, što znači toranj i odnosi se na dva stražarska tornja podignuta na brežuljku gradske utvrde. Drugi pak smatraju kako ime dolazi iz germanskog izraza berg – vrh ili planina, što je originalni izvor germanske riječi burgo koja označava dvorac i koja je kasnije postala sinonim za riječ grad, te je vrlo učestala među europskim i kastiljanskim toponimima. U tom smislu, Vegecio tvrdi kako bergus, burgus, označava mali dvorac. Guadix dodaje kako u arapskom burgo znači slama i kako su tu riječ Arapi možda preuzeli od Gota. Burgos isto tako može potjecati od gotskog baurgs, što također označava utvrđeno naselje. Prema trećoj teoriji, objavljenoj 24. rujna 1877. godine u službenom gradskom glasilu, ime Burgo označava grupu kuća uz rijeku, dok je Burgos množina te imenice koja je postala ime za grad nastao spajanjem više takvih grupa kuća.

## Povijest
Dolina rijeke Arlanzón u kojoj je smještem Burgos, naseljena je od prapovijesnog doba. Bogati arheološki lokalitet Atapuerca, udaljen 15 kilometara od grada, smatra se jednim od najstarijih poznatih obitavališta čovjeka u Europi. Starost ljudskih ostataka pronađenih u Atapuerci procijenjena je na više od milijun godina. Do sada su pronađeni koštani ostaci triju različitih vrsta hominida: Homo antecessor (donji pleistocen), Homo heidelbergensis (srednji pleistocen) i Homo sapiens (holocen), a na temelju studija rasporeda ljudskih naselja u dolini rijeke Arlanzón, postoje očekivanja da u budućnosti na istom području budu otkriveni i ostaci neandertalca (Homo neanderthalensis, gornji pleistocen).
Iako se kontinuitet naseljenosti ne može utvrditi sa sigurnošću, brojna nalazišta iz Starog vijeka ukazuju na prisutnost rimske civilizacije na području današnjeg grada i okolice. Sjeverno od grada, između općina Villayerno Morquillas i Tardajos, prolazi stara rimska cesta koja je povezivala Astorgu (u današnjoj španjolskoj provinciji León) i Burdeos (današnji Bordeaux, u Francuskoj). U današnje vrijeme, cesta najvećim dijelom više nije jasno vidljiva, a najbolje očuvana dionica nalazi se u području općine Quintanapalla.
Osnutkom grada u niegovu današnjem obliku smatra se godina 884., kada Alfons III. Leonski, u pokušaju da zaustavi muslimanske prodore, šalje Diega Rodrígueza Porcelosa da podigne utvrdu na brežuljku uz desnu obalu rijeke Arlanzón. Zahvaljujući svojoj strateškoj lokaciji ta će utvrda postati važnom strateškom točkom i jezgrom budućeg grada Burgosa.
Godine 931. grof Fernán González uspijeva pod svojom upravom ujediniti grofovije Burgos, Lara, Lantarón, Cerezo i Álava, te proglašava Burgos prijestolnicom nove grofovije Kastilje.
Stotinu godina kasnije, kada je 1038. godine Fernando I. okrunjen kraljem Leóna, utemeljujući istovremeno Kraljevinu Kastilju, Burgos je postao njezinom prijestolnicom. Godine 1074., Alfons VI. Hrabri ustupio je svoju palaču u Burgosu za izgradnju Katedrale Djevice Marije.
Godine 1085. Burgos prestaje biti prijestolnicom Kastilje, čije središte se prenosi na jug, u upravo osvojeni Toledo. Međutim, to nije znatno usporilo razvoj grada, koji nastavlja igrati važnu političku ulogu kao sjedište sudova i drugih tijela. Osnivački akti brojnih gradova koje su španjolski kraljevi utemeljili tijekom sljedećih nekoliko stoljeća u Europi i Americi napisani su upravo u Burgosu, kao na primjer osnivački statut Bilbaa kojeg je 4. siječnja 1301. godine u Burgosu potpisao Ferdinand VI. Kastiljanski. Katolički kraljevi su 1512. godine u Burgos donijeli Burgoške zakone – prve zakone kojima je Kraljevina Španjolska kodificirala ponašanje svojih podanika u Americi te njihov odnos prema domorodačkom stanovništvu. Zakoni definiraju prava domorodačkog stanovništva, zbog čega se smatraju jednim od pravnih temelja univerzalnih ljudskih prava. U periodu nakon 15. stoljeća, Burgos je postao prijestolnicom povijesne regije Stare Kastilje, a u 20. stoljeću je bio i prvo privremeno sjedište autonomne zajednice Kastilja i León.
Krajem 15. i početkom 16. stoljeća, gospodarstvo ovog područja se okreće od dotada dominantne poljoprivede prema trgovini. Tijekom 16. stoljeća ona postaje primarni pokretač razvoja i grad doživljava procvat zahvaljujući svojem iznimno povoljnom geografskom položaju na raskrižju puteva. Međutim, krajem 16. stoljeća zbog jačanja važnosti nove prijestolnice u Madridu, centralizacije vlasti, kolonijalizma i rasta prekooceanske trgovine kao posljedice velikih geografskih otkrića, te drugih faktora kao što su epidemije raznih bolesti, dolazi do opadanja prometne i političke važnosti grada, a sukladno tome i njegova bogatstva, te stanovništva.
U 20. stoljeću, na samom početku Španjolskog građanskog rata Burgos je postao sjedištem Vijeća nacionalne obrane, tijela kojeg su 25. srpnja 1936. godine ustrojili pobunjeni generali kao najviše tijelo nacionalističkog pokreta. Prva nacionalistička vlada s Francisom Francom na čelu, osnovana je također u Burgosu 30. siječnja 1938., da bi u kolovozu iduće godine bila preseljena u Madrid.
Godine 1970. u Burgosu je održano jedno od najpoznatijih suđenja članovima baskijske terorističke skupine ETA-e, takozvani Proces u Burgosu. Od dvadeset i šest osumnjičenika, šest je osuđeno je na smrt, međutim nakon javnih prosvjeda i pritiska međunarodne zajednice te su kazne zamijenjene kaznama zatvora.

## Zemljopis
Grad Burgos se nalazi u središnjem dijelu provincije Burgos, 244 km sjeverno od Madrida, u španjolskoj autonomnoj zajednici Kastilja i León, na 42° 20' 57,1" sjeverne zemljopisne širine i 3° 41' 4,7" istočne zemljopisne dužine. Površina općine Burgos iznosi 107,08 km².
Područje gradske općine je najvećim dijelom ravno, osobito u području uz rijeke Arlanzón i Vena, gdje je koncentriran i najveći dio gradskog stanovništva. Područje općine uključuje i brežuljkaste predjele čiji brežuljci većinom ne prelaze visinu od 80 metara iznad razine visoravni. Središte grada nalazi se na 859 metara nadmorske visine, dok nadmorska visina općine varira od 827 metara nadmorske visine u dijelu rijeke Arlanzón na izlasku iz općine, pa do 997 metara nadmorske visine u predjelu Las Lomas na sjeveru.
Povoljni zemljopisni položaj grada, otprilike u središtu sjevernog dijela Pirenejskog poluotoka, čini ga nezaobilaznom točkom prolaska za sve putove koji iz središnje španjolske visoravni Meseta vode prema Baskiji i Francuskoj, kao i uobičajenom točkom polaska za dvije glavne rute prema Kantabriji.

## Stanovništvo
Prema podacima španjolskog Nacionalnog statističkog instituta iz 2016. godine, općina Burgos ima 176.608 stanovnika, što je čini najvećom općinom u provinciji Burgos (s 48,92 % ukupnog stanovništva provincije), a slijede je općine Miranda de Ebro i Aranda de Duero. Prema procjenama iz 2017. godine, na temelju lokalnog registra, u općini živi 175.623 stanovnika. Unutar autonomne zajednice Kastilja i León, Burgos je drugi grad po broju stanovnika, iza Valladolida i ispred Salamance.

## Znamenitosti
Zahvaljujući važnoj ulozi koju je grad imao tijekom srednjeg i novog vijeka, Burgos posjeduje velik broj građevina od velike povijesne i kulturne važnosti, a osobito crkava, samostana i drugih sakralnih objekata. Većina tih građevina pripada gotičkom arhitektonskom stilu.
Tri najpoznatije znamenitosti su Katedrala Djevice Marije čija gradnja je započeta 20. srpnja 1221. godine i završena 1567. godine, te je postala zaštićeni spomenik UNESCO-ove Svjetske baštine 31. listopada 1984. godine, zatim cistercitski samostan Santa María la Real de Las Huelgas – jedan od najvećih samostana u Španjolskoj kojeg je 1189. godine osnovao Alfonso VIII., te kartuzijanski samostan Miraflores (špa. Cartuja de Miraflores) u kojemu su sahranjeni Ivan II. Kastiljski i Izabela Portugalska, roditelji Izabele I. Kastilijske, te Alfons Kastiljski, njezin brat koji je ubijen kao dijete tijekom borbi za krunu nakon smrti Ivana II.